# Rhizotrogus maculicollis
Rhizotrogus maculicollis – gatunek chrząszcza z rodziny poświętnikowatych i podrodziny chrabąszczowatych. Zamieszkuje południowy zachód Europy.
Gatunek ten opisany został po raz pierwszy w 1833 roku przez Antonia Villę i Giovanniego Battistę Villę pod nazwą Melolontha maculicollis.
Chrząszcz o owalnym w zarysie ciele długości od 14 do 17 mm. Głowa ma ubarwienie żółtobrunatne, owłosienie długie i rzadkie, a punktowanie nierównomierne, słabsze i rzadsze na ciemieniu. Czułki buduje dziesięć członów. Przedplecze ma krawędź tylną grubo obrzeżoną, a krawędzie boczne przed tylnymi kątami lekko zaokrąglone. Ubarwienie jego jest żółtobrunatne, czasem z czerwonobrunatną plamą pośrodku. Powierzchnia przedplecza ma niezbyt gęste, dołkowate punktowanie oraz drobną mikrorzeźbę. Na przednim brzegu, bokach i brzegu tylnym przedplecza obecny jest szereg bardzo długich, sterczących włosków, natomiast pozostała jego część jest nieowłosiona. Pokrywy są czerwonobrunatne z przyciemnieniami na szwie i wierzchołku, przeciętnie połyskujące, nierównomiernie i słabo punktowane, niemalże łyse. Owalne pygidium ma punktowaną powierzchnię z pojedynczymi włoskami. Spód ciała jest długo i jasno owłosiony z wyjątkiem sternitów odwłoka, które są niemal łyse. Odnóża przedniej pary mają golenie o trzech ząbkach, z których ostatni jest bardzo mały, oraz o ostrodze wierzchołkowej wyrastającej poniżej drugiego z nich.
Gatunek palearktyczny, europejski, znany z Hiszpanii, Francji, Niemiec, Szwajcarii i Włoch.